# Uehling
Uehling ist eine Ortschaft im Dodge County im US-Bundesstaat Nebraska.

## Demografie
Die bei der Volkszählung im Jahr 2000 ermittelten 275 Einwohner von Uehling lebten in 122 Haushalten; darunter waren 71 Familien. Die Bevölkerungsdichte betrug 506 pro km². Im Ort wurden 133 Wohneinheiten erfasst. Unter der Bevölkerung waren 97 % Weiße und knapp 3 % amerikanische Indianer.
Unter den 122 Haushalten hatten 25 % Kinder unter 18 Jahren; 48 % waren verheiratete zusammenlebende Paare. 37 % der Haushalte waren Singlehaushalte. Die durchschnittliche Haushaltsgröße war 2,25, die durchschnittliche Familiengröße 2,90 Personen.
Die Bevölkerung verteilte sich auf 27 % unter 18 Jahren, 4 % von 18 bis 24 Jahren, 25 % von 25 bis 44 Jahren, 22 % von 45 bis 64 Jahren und 21 % von 65 Jahren oder älter. Der Median des Alters betrug 40 Jahre.
Der Median des Haushaltseinkommens betrug 30.000 $, der Median des Familieneinkommens 39.821 $. Das Pro-Kopf-Einkommen in Uehling betrug 15.349 $. Unter der Armutsgrenze lebten 5 % der Bevölkerung.